# ستيف ييتس (لاعب كرة قدم)
ستيف ييتس (بالإنجليزية: Steve Yates)‏ (29 يناير 1970 ببرستل في المملكة المتحدة - ) هو لاعب كرة قدم بريطاني في مركز الدفاع. لعب مع شيفيلد يونايتد وكوينز بارك رينجرز ونادي بريستول روفيرز ونادي ترانمير روفرز لكرة القدم وهدرسفيلد تاون ونادي سكاربورو ونادي هاليفاكس تاون ونادي موركامب وكارنارفون تاون ‏.

## وصلات خارجية
- ستيف ييتس على موقع قاعدة بيانات كرة القدم.إي يو (الإنجليزية)
- ستيف ييتس على موقع Soccerbase.com (لاعب) (الإنجليزية)
- ستيف ييتس على موقع عالم كرة القدم.نت (الإنجليزية)